# Llista de monuments de la Serrania
Llista de monuments de la Serrania inscrits en l'Inventari General del Patrimoni Cultural Valencià per la comarca de la Serrania.
S'inclouen els monuments declarats com a béns d'interés cultural (BIC), classificats com a béns immobles sota la categoria de monuments (realitzacions arquitectòniques o d'enginyeria, i obres d'escultura colossal), i els monuments declarats com a béns immobles de rellevància local (BRL). Estan inscrits en l'Inventari General del Patrimoni Cultural Valencià, en les seccions 1a i 2a respectivament.

## Les Alcubles
| Monument                                | Prot.? | Estil/època | Localització                  | Coordenades                                        | Codi?         | Imatge |
| --------------------------------------- | ------ | ----------- | ----------------------------- | -------------------------------------------------- | ------------- | --- |
| Ermita de Sant Agustí                   | BRL    |             | Les Alcubles                  | 39° 48′ 15″ N, 0° 42′ 04″ O / 39.80411°N,0.70119°O | 46.10.018-007 | Ermita de Sant Agustí (les Alcubles) · Modifica el valor a Wikidata · Vegeu més fotos d'aquest monument · Carregueu una nova foto d'aquest monument                   |
| Església parroquial de Sant Antoni Abat | BRL    | S.XVII      | Les Alcubles C. de l'Església | 39° 47′ 51″ N, 0° 42′ 09″ O / 39.79740°N,0.70248°O | 46.10.018-005 | Església parroquial de Sant Antoni Abat (les Alcubles) · Modifica el valor a Wikidata · Vegeu més fotos d'aquest monument · Carregueu una nova foto d'aquest monument |

## Alpont
| Monument                                             | Prot.? | Estil/època                                   | Localització                      | Coordenades                                          | Codi?          | Imatge |
| ---------------------------------------------------- | ------ | --------------------------------------------- | --------------------------------- | ---------------------------------------------------- | -------------- | --- |
| Aqüeducte dels Arcs                                  | BIC    | Arquitectura medieval S.XVI (finals); S.XVII  | Alpont                            | 39° 53′ 37″ N, 1° 00′ 15″ O / 39.893628°N,1.00423°O  | RI-51-0011456  | Aqüeducte dels Arcs (Alpont) · Vegeu més fotos d'aquest monument · Carregueu una nova foto d'aquest monument                           |
| Castell del Poio                                     | BIC    |                                               | Alpont Turó del Poio              | 39° 56′ 59″ N, 1° 02′ 52″ O / 39.949655°N,1.047818°O | RI-51-0009343  | Castell del Poio (Alpont) · Vegeu més fotos d'aquest monument · Carregueu una nova foto d'aquest monument                              |
| Castell i muralles d'Alpont                          | BIC    | Arquitectura islàmica - Arquitectura medieval | Alpont                            | 39° 52′ 37″ N, 1° 00′ 43″ O / 39.876939°N,1.011854°O | RI-51-0010655  | Castell i muralles (Alpont) · Carregueu una nova foto d'aquest monument                                                                |
| Emblema de Jesús                                     | BIC    |                                               | Alpont El Canalet                 |                                                      | 46.10.036-027  | Carregueu una nova foto d'aquest monument                                                                                              |
| Emblema de Jesús i Maria de 1565                     | BIC    | 1565                                          | Alpont Pl. Reial Vila d'Alpont, 1 | 39° 52′ 34″ N, 1° 00′ 51″ O / 39.87603°N,1.01411°O   | 46.10.036-028  | Carregueu una nova foto d'aquest monument                                                                                              |
| Escut amb creu                                       | BIC    |                                               | Alpont C. Abat Pinazo, 18A        | 39° 52′ 30″ N, 1° 00′ 48″ O / 39.875031°N,1.013233°O | 46.10.036-029  | Carregueu una nova foto d'aquest monument                                                                                              |
| Escut dels Martínez de Raga de la Masia Benacatazera | BIC    |                                               | Alpont Masia Benacatazera         |                                                      | 46.10.036-030  | Carregueu una nova foto d'aquest monument                                                                                              |
| Escut dels Martínez de Raga                          | BIC    |                                               | Alpont Camí Lavadero, 1A          | 39° 52′ 55″ N, 1° 00′ 52″ O / 39.88186°N,1.01431°O   | 46.10.036-031  | Carregueu una nova foto d'aquest monument                                                                                              |
| Escut dels Villarrasa                                | BIC    |                                               | Alpont C. N. Cortés, 2A           |                                                      | 46.10.036-032  | Carregueu una nova foto d'aquest monument                                                                                              |
| Escut de la Vila d'Alpont                            | BIC    |                                               | Alpont C. Abat Pinazo, 5          |                                                      | 46.10.036-033  | Carregueu una nova foto d'aquest monument                                                                                              |
| Emblema de Jesús i Maria de 1629                     | BIC    | 1629                                          | Alpont Masia de Benacatazara      |                                                      | 46.258.036-264 | Carregueu una nova foto d'aquest monument                                                                                              |
| Ermita de la Mare Sagrament                          | BRL    |                                               | Alpont La Carrasca                | 39° 51′ 53″ N, 1° 01′ 53″ O / 39.86461°N,1.03139°O   | 46.10.036-015  | Ermita de la Mare Sagrament (Alpont) · Modifica el valor a Wikidata · Carregueu una nova foto d'aquest monument                        |
| Ermita de la Puríssima                               | BRL    |                                               | Alpont Las Eras                   | 39° 53′ 02″ N, 1° 00′ 49″ O / 39.8839°N,1.0136°O     | 46.10.036-008  | Carregueu una nova foto d'aquest monument                                                                                              |
| Ermita de Santa Bàrbara                              | BRL    |                                               | Alpont Campo de Arriba            | 39° 52′ 37″ N, 1° 00′ 53″ O / 39.876918°N,1.014696°O | 46.10.036-007  | Ermita de Santa Bàrbara (Alpont) · Vegeu més fotos d'aquest monument · Carregueu una nova foto d'aquest monument                       |
| Ermita del Beat Francisco Pinazo                     | BRL    |                                               | Alpont El Chopo                   | 39° 53′ 59″ N, 0° 59′ 41″ O / 39.89978°N,0.99464°O   | 46.10.036-017  | Ermita del Beat Francisco Pinazo (Alpont) · Modifica el valor a Wikidata · Carregueu una nova foto d'aquest monument                   |
| Església de Sant Bernabé Apòstol                     | BRL    |                                               | Alpont Corcolilla                 | 39° 55′ 44″ N, 1° 00′ 41″ O / 39.928891°N,1.011459°O | 46.10.036-011  | Església de Sant Bernabé Apòstol (Alpont) · Vegeu més fotos d'aquest monument · Carregueu una nova foto d'aquest monument              |
| Església de Sant Miquel Arcàngel                     | BRL    |                                               | Alpont C. San Miguel, El Collado  | 39° 57′ 35″ N, 1° 02′ 26″ O / 39.95978°N,1.04069°O   | 46.10.036-012  | Església de Sant Miquel Arcàngel (Alpont) · Modifica el valor a Wikidata · Carregueu una nova foto d'aquest monument                   |
| Església parroquial de la Mare de Déu de la Pietat   | BRL    | S.XIV                                         | Alpont Pl. de l'Església          | 39° 52′ 35″ N, 1° 00′ 47″ O / 39.8764°N,1.0131°O     | 46.10.036-004  | Església parroquial de la Mare de Déu de la Pietat (Alpont) · Modifica el valor a Wikidata · Carregueu una nova foto d'aquest monument |
| Església parroquial de Sant Josep                    | BRL    |                                               | Alpont La Cuevarruz               | 39° 56′ 09″ N, 0° 58′ 49″ O / 39.93583°N,0.98022°O   | 46.10.036-018  | Església parroquial de Sant Josep (Alpont) · Modifica el valor a Wikidata · Carregueu una nova foto d'aquest monument                  |
| Església parroquial de Sant Roc, o Ermita            | BRL    |                                               | Alpont Baldovar                   | 39° 53′ 41″ N, 1° 01′ 44″ O / 39.89481°N,1.02892°O   | 46.10.036-016  | Església parroquial de Sant Roc (Alpont) · Modifica el valor a Wikidata · Carregueu una nova foto d'aquest monument                    |

## Andilla
| Monument                                  | Prot.? | Estil/època                                 | Localització                           | Coordenades                                          | Codi?         | Imatge |
| ----------------------------------------- | ------ | ------------------------------------------- | -------------------------------------- | ---------------------------------------------------- | ------------- | --- |
| Castell i muralles                        | BIC    | Arquitectura medieval                       | Andilla Turó al més alt de la població | 39° 50′ 09″ N, 0° 48′ 56″ O / 39.835908°N,0.815564°O | RI-51-0010647 | Castell i Muralles (Andilla) · Vegeu més fotos d'aquest monument · Carregueu una nova foto d'aquest monument                 |
| Església parroquial de l'Assumpció        | BIC    | Renaixement - Barroc S.XVI; S.XVII; S.XVIII | Andilla Pl. Església, 1                | 39° 50′ 10″ N, 0° 48′ 49″ O / 39.835974°N,0.81348°O  | RI-51-0011555 | Església parroquial de l'Assumpció (Andilla) · Vegeu més fotos d'aquest monument · Carregueu una nova foto d'aquest monument |
| Ermita de Santa Agnés                     | BRL    |                                             | Andilla                                | 39° 50′ 11″ N, 0° 48′ 52″ O / 39.83639°N,0.81436°O   | 46.10.038-004 | Ermita de Santa Agnés (Andilla) · Carregueu una nova foto d'aquest monument                                                  |
| Església de la Immaculada Concepció       | BRL    |                                             | Andilla                                | 39° 48′ 51″ N, 0° 46′ 24″ O / 39.81417°N,0.77344°O   | 46.10.038-006 | Carregueu una nova foto d'aquest monument                                                                                    |
| Església parroquial de la Verge del Carme | BRL    |                                             | Andilla Artaix                         | 39° 48′ 10″ N, 0° 47′ 28″ O / 39.80267°N,0.79118°O   | 46.10.038-008 | Carregueu una nova foto d'aquest monument                                                                                    |
| Església parroquial de Santa Paula        | BRL    |                                             | Andilla La Pobleta                     | 39° 50′ 15″ N, 0° 49′ 26″ O / 39.83757°N,0.82378°O   | 46.10.038-007 | Església parroquial de Santa Paula (Andilla) · Modifica el valor a Wikidata · Carregueu una nova foto d'aquest monument      |

## Aras de los Olmos
| Monument                                          | Prot.? | Estil/època | Localització                                                       | Coordenades                                          | Codi?         | Imatge |
| ------------------------------------------------- | ------ | ----------- | ------------------------------------------------------------------ | ---------------------------------------------------- | ------------- | --- |
| Torre del Mas                                     | BIC    |             | Aras de los Olmos C. Cortijo                                       | 39° 55′ 26″ N, 1° 07′ 56″ O / 39.923913°N,1.132164°O | 46.10.041-005 | Carregueu una nova foto d'aquest monument                                                                                      |
| Escut de la família del Sant Oficio Polo          | BIC    |             | Aras de los Olmos C. Caballeros, 14 -16A                           |                                                      | 46.10.041-009 | Carregueu una nova foto d'aquest monument                                                                                      |
| Emblema de Jesús                                  | BIC    |             | Aras de los Olmos C. Parra, 13-15                                  | 39° 55′ 30″ N, 1° 08′ 03″ O / 39.925069°N,1.134094°O | 46.10.041-010 | Carregueu una nova foto d'aquest monument                                                                                      |
| Escut Reial d'Aragó i València                    | BIC    |             | Aras de los Olmos                                                  |                                                      | 46.10.041-011 | Carregueu una nova foto d'aquest monument                                                                                      |
| Emblema de Jesús i Maria de Pedro Cubas           | BIC    |             | Aras de los Olmos                                                  |                                                      | 46.10.041-012 | Carregueu una nova foto d'aquest monument                                                                                      |
| Escut de la plaça de l'Olm                        | BIC    |             | Aras de los Olmos Pl. de l'Olm, 7                                  |                                                      | 46.10.041-013 | Carregueu una nova foto d'aquest monument                                                                                      |
| Emblema de Jesús i Maria amb llegenda             | BIC    |             | Aras de los Olmos                                                  |                                                      | 46.10.041-014 | Carregueu una nova foto d'aquest monument                                                                                      |
| Escut del carrer Cavallers                        | BIC    |             | Aras de los Olmos C. Cavallers, 14-16A                             |                                                      | 46.10.041-015 | Carregueu una nova foto d'aquest monument                                                                                      |
| Escut dels Martínez de la Raga                    | BIC    |             | Aras de los Olmos                                                  |                                                      | 46.10.041-016 | Carregueu una nova foto d'aquest monument                                                                                      |
| Emblema de Jesús i Maria                          | BIC    | 1693        | Aras de los Olmos C. Font, 22                                      |                                                      | 46.10.041-017 | Carregueu una nova foto d'aquest monument                                                                                      |
| Escut Casa Abadia                                 | BIC    |             | Aras de los Olmos                                                  |                                                      | 46.10.041-018 | Carregueu una nova foto d'aquest monument                                                                                      |
| Escut de l'any 1624                               | BIC    |             | Aras de los Olmos Pl. de l'Olm, 28                                 |                                                      | 46.10.041-019 | Carregueu una nova foto d'aquest monument                                                                                      |
| Església de Sant Josep                            | BRL    |             | Aras de los Olmos La Losilla                                       | 39° 57′ 57″ N, 1° 05′ 34″ O / 39.96583°N,1.09278°O   | 46.10.041-001 | Església de Sant Josep (Aras de los Olmos) · Vegeu més fotos d'aquest monument · Carregueu una nova foto d'aquest monument     |
| Ermita del Sant Crist                             | BRL    |             | Aras de los Olmos                                                  | 39° 55′ 28″ N, 1° 07′ 55″ O / 39.92453°N,1.132°O     | 46.10.041-002 | Carregueu una nova foto d'aquest monument                                                                                      |
| Església parroquial de la Mare de Déu dels Àngels | BRL    |             | Aras de los Olmos                                                  | 39° 57′ 27″ N, 1° 07′ 57″ O / 39.9576°N,1.1325°O     | 46.10.041-003 | Església parroquial de la Mare de Déu dels Àngels (Aras de los Olmos) · Carregueu una nova foto d'aquest monument              |
| Ermita de Santa Catalina, i hostatgeria           | BRL    |             | Aras de los Olmos Monte, a 2 km al nord, junt a la ctra. a Losilla | 39° 56′ 55″ N, 1° 06′ 46″ O / 39.94875°N,1.11281°O   | 46.10.041-004 | Ermita de Santa Catalina (Aras de los Olmos) · Vegeu més fotos d'aquest monument · Carregueu una nova foto d'aquest monument   |
| Nucli històric tradicional                        | BRL    |             | Aras de los Olmos                                                  | 39° 55′ 28″ N, 1° 08′ 00″ O / 39.924444°N,1.133333°O | 46.10.041-008 | Nucli històric tradicional (Aras de los Olmos) · Vegeu més fotos d'aquest monument · Carregueu una nova foto d'aquest monument |

## Benaixeve
| Monument                                                         | Prot.? | Estil/època | Localització | Coordenades                                          | Codi?         | Imatge |
| ---------------------------------------------------------------- | ------ | ----------- | ------------ | ---------------------------------------------------- | ------------- | --- |
| Ermita de Sant Roc                                               | BRL    |             | Benaixeve    |                                                      | 46.10.050-002 | Carregueu una nova foto d'aquest monument                                                                                                 |
| Església del Pilar                                               | BRL    |             | Benaixeve    |                                                      | 46.10.050-004 | Carregueu una nova foto d'aquest monument                                                                                                 |
| Església parroquial de la Immaculada Concepció, o de Santa Maria | BRL    |             | Benaixeve    | 39° 42′ 25″ N, 1° 06′ 03″ O / 39.707020°N,1.100698°O | 46.10.050-001 | Església parroquial de la Puríssima Concepció (Benaixeve) · Vegeu més fotos d'aquest monument · Carregueu una nova foto d'aquest monument |

## Bugarra
| Monument                                  | Prot.? | Estil/època | Localització | Coordenades                                          | Codi?         | Imatge |
| ----------------------------------------- | ------ | ----------- | ------------ | ---------------------------------------------------- | ------------- | --- |
| Església parroquial de Sant Joan Baptista | BRL    |             | Bugarra      | 39° 36′ 31″ N, 0° 46′ 30″ O / 39.608646°N,0.775104°O | 46.10.076-001 | Església parroquial de Sant Joan Baptista (Bugarra) · Vegeu més fotos d'aquest monument · Carregueu una nova foto d'aquest monument |

## Calles
| Monument                           | Prot.? | Estil/època | Localització | Coordenades | Codi?         | Imatge                                    |
| ---------------------------------- | ------ | ----------- | ------------ | ----------- | ------------- | ----------------------------------------- |
| Torre del turó del Niu de l'Àguila | BIC    |             | Calles       |             | 46.10.079-013 | Carregueu una nova foto d'aquest monument |
| El Castell, o la Torreta           | BIC    |             | Calles       |             | 46.10.079-014 | Carregueu una nova foto d'aquest monument |
| Torre de l'Obaga de Joana          | BIC    |             | Calles       |             | 46.10.079-028 | Carregueu una nova foto d'aquest monument |

## Domenyo
| Monument           | Prot.? | Estil/època    | Localització                                             | Coordenades                                          | Codi?         | Imatge                                                                                             |
| ------------------ | ------ | -------------- | -------------------------------------------------------- | ---------------------------------------------------- | ------------- | -------------------------------------------------------------------------------------------------- |
| Castell de Domenyo | BIC    | S.IX al S.XIII | Domenyo Al marge dret del riu Toixa i esquerra del Túria | 39° 42′ 36″ N, 0° 56′ 34″ O / 39.710081°N,0.942878°O | 46.10.114-001 | Castell de Domenyo · Vegeu més fotos d'aquest monument · Carregueu una nova foto d'aquest monument |

## Figueroles de Domenyo
| Monument                                    | Prot.? | Estil/època | Localització          | Coordenades                                          | Codi?         | Imatge |
| ------------------------------------------- | ------ | ----------- | --------------------- | ---------------------------------------------------- | ------------- | --- |
| Església parroquial de Sant Sebastià Màrtir | BRL    |             | Figueroles de Domenyo | 39° 47′ 19″ N, 0° 51′ 40″ O / 39.788651°N,0.861087°O | 46.10.141-001 | Església parroquial de Sant Sebastià Màrtir (Figueroles de Domenyo) · Vegeu més fotos d'aquest monument · Carregueu una nova foto d'aquest monument |

## La Iessa
| Monument                                          | Prot.? | Estil/època | Localització                                       | Coordenades                                          | Codi?         | Imatge |
| ------------------------------------------------- | ------ | ----------- | -------------------------------------------------- | ---------------------------------------------------- | ------------- | --- |
| Emblema de Jesús                                  | BIC    |             | La Iessa C. Romero, 3 - c. José Antonio, 16-16A    | 39° 53′ 27″ N, 0° 57′ 39″ O / 39.89071°N,0.96076°O   | 46.10.262-006 | Carregueu una nova foto d'aquest monument |
| Escut de la Casa Abadia                           | BIC    |             | La Iessa C. José Antonio, 1                        | 39° 53′ 27″ N, 0° 57′ 40″ O / 39.89094°N,0.96121°O   | 46.10.262-007 | Escut de la Casa Abadia (la Iessa) · Modifica el valor a Wikidata · Carregueu una nova foto d'aquest monument                                |
| Escut del carrer de l'Església                    | BIC    |             | La Iessa C. de l'Església, 20-22                   | 39° 53′ 29″ N, 0° 57′ 40″ O / 39.89151°N,0.9611°O    | 46.10.262-008 | Carregueu una nova foto d'aquest monument |
| Escut del carrer de Xelva                         | BIC    |             | La Iessa C. de Xelva, 14                           | 39° 53′ 27″ N, 0° 57′ 48″ O / 39.89094°N,0.96325°O   | 46.10.262-009 | Carregueu una nova foto d'aquest monument |
| Escut del carrer de José Antonio                  | BIC    |             | La Iessa C. de José Antonio, 11                    | 39° 53′ 27″ N, 0° 57′ 39″ O / 39.89083°N,0.96073°O   | 46.10.262-010 | Carregueu una nova foto d'aquest monument |
| Escut Reial d'Aragó i València                    | BIC    |             | La Iessa En el safareig junt a la carretera CV-345 | 39° 53′ 31″ N, 0° 57′ 52″ O / 39.89194°N,0.96431°O   | 46.10.262-011 | Carregueu una nova foto d'aquest monument |
| Emblema de Jesús i Maria                          | BIC    | 1564        | La Iessa C. Calvo Sotelo, 34                       | 39° 53′ 29″ N, 0° 57′ 47″ O / 39.89139°N,0.96299°O   | 46.10.262-012 | Carregueu una nova foto d'aquest monument |
| Emblema de Jesús de 1576                          | BIC    | 1576        | La Iessa C. de Xelva, 22-24                        | 39° 53′ 27″ N, 0° 57′ 48″ O / 39.89083°N,0.96328°O   | 46.10.262-013 | Carregueu una nova foto d'aquest monument |
| Ermita de Sant Joan Baptista                      | BRL    |             | La Iessa                                           | 39° 53′ 22″ N, 0° 58′ 36″ O / 39.889469°N,0.976662°O | 46.10.262-003 | Ermita de Sant Joan Baptista (la Iessa) · Vegeu més fotos d'aquest monument · Carregueu una nova foto d'aquest monument                      |
| Ermita de Sant Roc                                | BRL    |             | La Iessa                                           | 39° 53′ 35″ N, 0° 57′ 57″ O / 39.893085°N,0.965723°O | 46.10.262-001 | Ermita de Sant Roc (la Iessa) · Vegeu més fotos d'aquest monument · Carregueu una nova foto d'aquest monument                                |
| Ermita de Sant Sebastià                           | BRL    |             | La Iessa                                           | 39° 53′ 40″ N, 0° 58′ 33″ O / 39.894392°N,0.975962°O | 46.10.262-002 | Ermita de Sant Sebastià (la Iessa) · Vegeu més fotos d'aquest monument · Carregueu una nova foto d'aquest monument                           |
| Església parroquial de la Mare de Déu dels Àngels | BRL    |             | La Iessa C. José Antonio                           | 39° 53′ 28″ N, 0° 57′ 41″ O / 39.891228°N,0.961477°O | 46.10.262-004 | Església parroquial de la Mare de Déu dels Àngels (la Iessa) · Vegeu més fotos d'aquest monument · Carregueu una nova foto d'aquest monument |

## La Llosa del Bisbe
| Monument                                    | Prot.? | Estil/època | Localització       | Coordenades                                          | Codi?         | Imatge |
| ------------------------------------------- | ------ | ----------- | ------------------ | ---------------------------------------------------- | ------------- | --- |
| Ermita dels Dolors                          | BRL    |             | La Llosa del Bisbe | 39° 41′ 26″ N, 0° 52′ 07″ O / 39.690595°N,0.868654°O | 46.10.149-002 | Ermita dels Dolors (la Llosa del Bisbe) · Vegeu més fotos d'aquest monument · Carregueu una nova foto d'aquest monument                          |
| Església parroquial de Sant Sebastià Màrtir | BRL    |             | La Llosa del Bisbe | 39° 41′ 43″ N, 0° 52′ 19″ O / 39.695212°N,0.872046°O | 46.10.149-001 | Església parroquial de Sant Sebastià Màrtir (la Llosa del Bisbe) · Vegeu més fotos d'aquest monument · Carregueu una nova foto d'aquest monument |

## Pedralba
| Monument                                      | Prot.? | Estil/època | Localització              | Coordenades                                          | Codi?         | Imatge |
| --------------------------------------------- | ------ | ----------- | ------------------------- | ---------------------------------------------------- | ------------- | --- |
| Església parroquial de la Puríssima Concepció | BRL    | S.XVIII     | Pedralba C. de l'Església | 39° 36′ 17″ N, 0° 43′ 36″ O / 39.604590°N,0.726691°O | 46.10.191-002 | Església parroquial de la Puríssima Concepció (Pedralba) · Vegeu més fotos d'aquest monument · Carregueu una nova foto d'aquest monument |

## Sot de Xera
| Monument                                                                | Prot.? | Estil/època                                  | Localització                                    | Coordenades                                          | Codi?         | Imatge |
| ----------------------------------------------------------------------- | ------ | -------------------------------------------- | ----------------------------------------------- | ---------------------------------------------------- | ------------- | --- |
| Castell                                                                 | BIC    | Arquitectura islàmica, arquitectura medieval | Sot de Xera Promontori al centro de la població | 39° 37′ 13″ N, 0° 54′ 36″ O / 39.620308°N,0.910031°O | RI-51-0010660 | Castell (Sot de Xera) · Vegeu més fotos d'aquest monument · Carregueu una nova foto d'aquest monument                                     |
| Ermita de Sant Roc                                                      | BRL    |                                              | Sot de Xera                                     | 39° 37′ 25″ N, 0° 54′ 15″ O / 39.623617°N,0.904039°O | 46.10.234-003 | Ermita de Sant Roc (Sot de Xera) · Vegeu més fotos d'aquest monument · Carregueu una nova foto d'aquest monument                          |
| Església parroquial de Sant Sebastià Màrtir                             | BRL    | S.XVIII; S.XIX                               | Sot de Xera C. San Sebastián                    | 39° 37′ 17″ N, 0° 54′ 36″ O / 39.621415°N,0.910012°O | 46.10.234-004 | Església parroquial de Sant Sebastià Màrtir (Sot de Xera) · Vegeu més fotos d'aquest monument · Carregueu una nova foto d'aquest monument |
| Restes de construccions, elements del castell o possible Casa Senyorial | BRL    |                                              | Sot de Xera C. Valencia, 9                      | 39° 37′ 15″ N, 0° 54′ 37″ O / 39.62097°N,0.91039°O   | 46.10.234-006 | Restes de construccions del castell (Sot de Xera) · Carregueu una nova foto d'aquest monument                                             |

## Titaigües
| Monument                         | Prot.? | Estil/època     | Localització | Coordenades                                          | Codi?         | Imatge |
| -------------------------------- | ------ | --------------- | ------------ | ---------------------------------------------------- | ------------- | --- |
| Castell de Titaigües             | BIC    |                 | Titaigües    | 39° 53′ 49″ N, 1° 06′ 52″ O / 39.896932°N,1.114391°O | 46.10.241-005 | Carregueu una nova foto d'aquest monument                                                                                    |
| Ermita del Remei                 | BRL    | S. XVI al S.XIX | Titaigües    | 39° 52′ 15″ N, 1° 05′ 03″ O / 39.87072°N,1.08417°O   | 46.10.241-002 | Carregueu una nova foto d'aquest monument                                                                                    |
| Església parroquial del Salvador | BRL    |                 | Titaigües    | 39° 51′ 59″ N, 1° 04′ 50″ O / 39.866367°N,1.080657°O | 46.10.241-003 | Església parroquial del Salvador (Titaigües) · Vegeu més fotos d'aquest monument · Carregueu una nova foto d'aquest monument |

## Toixa
| Monument                                                   | Prot.? | Estil/època     | Localització                          | Coordenades                                          | Codi?         | Imatge |
| ---------------------------------------------------------- | ------ | --------------- | ------------------------------------- | ---------------------------------------------------- | ------------- | --- |
| Aqüeducte de Peña Cortada                                  | BIC    |                 | Toixa (també Xelva, Calles i Domenyo) | 39° 44′ 58″ N, 0° 58′ 05″ O / 39.749484°N,0.968069°O | RI-51-0010211 | Aqüeducte de Peña Cortada · Vegeu més fotos d'aquest monument · Carregueu una nova foto d'aquest monument                                 |
| Recinte emmurallat de Toixa                                | BIC    |                 | Toixa En la població                  | 39° 45′ 51″ N, 1° 02′ 23″ O / 39.764093°N,1.039738°O | RI-51-0011541 | Recinte emmurallat (Toixa) · Vegeu més fotos d'aquest monument · Carregueu una nova foto d'aquest monument                                |
| Església parroquial de Nostra Senyora dels Àngels de Toixa | BIC    | Barroc          | Toixa C. Major, 7                     | 39° 45′ 49″ N, 1° 02′ 23″ O / 39.763625°N,1.039826°O | RI-51-0004756 | Església parroquial de Nostra Senyora dels Àngels (Toixa) · Vegeu més fotos d'aquest monument · Carregueu una nova foto d'aquest monument |
| Castell de Toixa                                           | BIC    | S.XVII          | Toixa Turó que domina la població     | 39° 45′ 54″ N, 1° 02′ 21″ O / 39.765124°N,1.039174°O | RI-51-0011542 | Castell (Toixa) · Modifica el valor a Wikidata · Carregueu una nova foto d'aquest monument                                                |
| Ermita de la Immaculada                                    | BRL    | S.XX (principi) | Toixa                                 | 39° 46′ 12″ N, 1° 02′ 30″ O / 39.77008°N,1.04158°O   | 46.10.247-002 | Ermita de la Immaculada (Toixa) · Vegeu més fotos d'aquest monument · Carregueu una nova foto d'aquest monument                           |
| Ermita fortificada de Sant Cristòfol                       | BRL    |                 | Toixa                                 | 39° 45′ 54″ N, 1° 02′ 21″ O / 39.76511°N,1.03925°O   | 46.10.247-004 | Ermita fortificada de Sant Cristòfol (Toixa) · Vegeu més fotos d'aquest monument · Carregueu una nova foto d'aquest monument              |

## El Villar
| Monument                                                                            | Prot.? | Estil/època | Localització                           | Coordenades                                          | Codi?         | Imatge |
| ----------------------------------------------------------------------------------- | ------ | ----------- | -------------------------------------- | ---------------------------------------------------- | ------------- | --- |
| Poblat iber de la Senya                                                             | BIC    |             | El Villar Junt a la rambla Senya       | 39° 41′ 56″ N, 0° 48′ 03″ O / 39.698786°N,0.80073°O  | RI-51-0012119 | Poblat ibèric emmurallat de la Senya (el Villar) · Carregueu una nova foto d'aquest monument                                                |
| Escut de Jordi d'Àustria                                                            | BIC    |             | El Villar                              | 39° 43′ 50″ N, 0° 49′ 32″ O / 39.73047°N,0.82549°O   | 46.10.258-010 | Escut de Jordi d'Àustria (el Villar) · Modifica el valor a Wikidata · Carregueu una nova foto d'aquest monument                             |
| Ermita de Sant Vicent Ferrer                                                        | BRL    | S.XIV; S.XX | El Villar                              | 39° 43′ 47″ N, 0° 49′ 47″ O / 39.72978°N,0.82967°O   | 46.10.258-001 | Ermita de Sant Vicent Ferrer (el Villar) · Modifica el valor a Wikidata · Carregueu una nova foto d'aquest monument                         |
| Església parroquial de la Mare de Déu de la Pau                                     | BRL    |             | El Villar Pl. de l'Església, 9         | 39° 43′ 49″ N, 0° 49′ 32″ O / 39.730371°N,0.825605°O | 46.10.258-003 | Església parroquial de la Mare de Déu de la Pau (el Villar) · Vegeu més fotos d'aquest monument · Carregueu una nova foto d'aquest monument |
| Monestir de Sant Joan de la Creu, o Capella del Convent de les Carmelites Descalces | BRL    | S.XX (1954) | El Villar Ronda San Juan de la Cruz, 2 | 39° 43′ 42″ N, 0° 49′ 38″ O / 39.72822°N,0.82717°O   | 46.10.258-006 | Monestir de Sant Joan de la Creu (el Villar) · Modifica el valor a Wikidata · Carregueu una nova foto d'aquest monument                     |

## Xelva
| Monument                                                                  | Prot.? | Estil/època                           | Localització                           | Coordenades                                            | Codi?         | Imatge |
| ------------------------------------------------------------------------- | ------ | ------------------------------------- | -------------------------------------- | ------------------------------------------------------ | ------------- | --- |
| Castell i muralles                                                        | BIC    | Arquitectura medieval S.XVII; S.XVIII | Xelva Pl. Major                        | 39° 44′ 50″ N, 0° 59′ 51″ O / 39.747118°N,0.997605°O   | RI-51-0010723 | Castell i muralles (Xelva) · Vegeu més fotos d'aquest monument · Carregueu una nova foto d'aquest monument                                 |
| Església arxiprestal de Nostra Senyora dels Àngels, o Església parroquial | BIC    | Manierisme - Barroc                   | Xelva Pl. Major                        | 39° 44′ 51″ N, 0° 59′ 51″ O / 39.747477°N,0.997383°O   | RI-51-0012034 | Església arxiprestal de Nostra Senyora dels Àngels (Xelva) · Vegeu més fotos d'aquest monument · Carregueu una nova foto d'aquest monument |
| Conjunt històric de la vila de Xelva i les hortes                         | BIC    |                                       | Xelva                                  | 39° 44′ 49″ N, 0° 59′ 50″ O / 39.7469°N,0.9972°O       | 46.10.106-003 | Conjunt històric de la vila de Xelva i les hortes (Xelva) · Modifica el valor a Wikidata · Carregueu una nova foto d'aquest monument       |
| La Torrecilla                                                             | BIC    |                                       | Xelva Camí de la Peña Cortada          | 39° 45′ 20″ N, 0° 59′ 21″ O / 39.755511°N,0.989258°O   | 46.10.106-030 | La Torrecilla (Xelva) · Vegeu més fotos d'aquest monument · Carregueu una nova foto d'aquest monument                                      |
| Convent de Sant Francesc                                                  | BRL    | S.XV; S.XX                            | Xelva                                  | 39° 45′ 03″ N, 1° 00′ 36″ O / 39.7508°N,1.010058°O     | 46.10.106-013 | Carregueu una nova foto d'aquest monument                                                                                                  |
| Molí del Tio Calabaces                                                    | BRL    |                                       | Xelva                                  |                                                        | 46.10.106-021 | Carregueu una nova foto d'aquest monument                                                                                                  |
| Casa de la Inquisició o del Santo Oficio, Palau de la Inquisició          | BRL    |                                       | Xelva Carrera dels Màrtirs, 9-11       | 39° 44′ 53″ N, 0° 59′ 50″ O / 39.74797°N,0.99728°O     | 46.10.106-022 | Casa de la Inquisició (Xelva) · Modifica el valor a Wikidata · Carregueu una nova foto d'aquest monument                                   |
| Ermita nova de la Misericòrdia                                            | BRL    |                                       | Xelva Villar de Tejas                  | 39° 37′ 55″ N, 1° 05′ 16″ O / 39.631948°N,1.087822°O   | 46.10.106-027 | Ermita nova de la Misericòrdia (Xelva) · Vegeu més fotos d'aquest monument · Carregueu una nova foto d'aquest monument                     |
| Ermita vella de la Misericòrdia                                           | BRL    |                                       | Xelva Villar de Tejas                  | 39° 37′ 56″ N, 1° 05′ 19″ O / 39.6323°N,1.0886°O       | 46.10.106-026 | Carregueu una nova foto d'aquest monument                                                                                                  |
| Ermita de la Verge dels Desemparats                                       | BRL    |                                       | Xelva                                  | 39° 44′ 44″ N, 0° 59′ 40″ O / 39.745461°N,0.994542°O   | 46.10.106-015 | Ermita de la Verge dels Desemparats (Xelva) · Vegeu més fotos d'aquest monument · Carregueu una nova foto d'aquest monument                |
| Ermita de la Verge de Montserrat                                          | BRL    |                                       | Xelva                                  | 39° 45′ 16″ N, 0° 59′ 40″ O / 39.754505°N,0.994332°O   | 46.10.106-007 | Ermita de la Verge de Montserrat (Xelva) · Vegeu més fotos d'aquest monument · Carregueu una nova foto d'aquest monument                   |
| Ermita de la Mare de Déu de la Presentació                                | BRL    |                                       | Xelva                                  |                                                        | 46.10.106-025 | Carregueu una nova foto d'aquest monument                                                                                                  |
| Ermita de la Mare de Déu de Loreto                                        | BRL    |                                       | Xelva                                  | 39° 44′ 43″ N, 0° 59′ 15″ O / 39.7452265°N,0.9875307°O | 46.10.106-016 | Ermita de la Mare de Déu de Loreto (Xelva) · Vegeu més fotos d'aquest monument · Carregueu una nova foto d'aquest monument                 |
| Ermita de la Mare de Déu del Carme                                        | BRL    |                                       | Xelva                                  | 39° 45′ 17″ N, 0° 59′ 39″ O / 39.754644°N,0.994225°O   | 46.10.106-008 | Carregueu una nova foto d'aquest monument                                                                                                  |
| Ermita de la Mare de Déu del Remei                                        | BRL    |                                       | Xelva Vessant sud del turó del Remei   | 39° 46′ 25″ N, 0° 59′ 35″ O / 39.77369°N,0.99297°O     | 46.10.106-017 | Ermita de la Mare de Déu del Remei (Xelva) · Modifica el valor a Wikidata · Carregueu una nova foto d'aquest monument                      |
| Ermita de Sant Cristòfol                                                  | BRL    |                                       | Xelva                                  |                                                        | 46.10.106-020 | Carregueu una nova foto d'aquest monument                                                                                                  |
| Ermita de Sant Sebastià del Calvari                                       | BRL    | S.XIX (1855)                          | Xelva Ctra. VV-6021 a Ahillas          | 39° 45′ 15″ N, 0° 59′ 43″ O / 39.75406°N,0.99536°O     | 46.10.106-002 | Carregueu una nova foto d'aquest monument                                                                                                  |
| Ermita de la Santa Creu, antiga mesquita                                  | BRL    |                                       | Xelva                                  | 39° 44′ 47″ N, 0° 59′ 41″ O / 39.746290°N,0.994854°O   | 46.10.106-014 | Ermita de la Santa Creu (Xelva) · Vegeu més fotos d'aquest monument · Carregueu una nova foto d'aquest monument                            |
| Ermita de la Mare de Déu de la Soledat                                    | BRL    |                                       | Xelva                                  | 39° 44′ 53″ N, 0° 59′ 58″ O / 39.748100°N,0.999327°O   | 46.10.106-019 | Ermita de la Mare de Déu de la Soledat (Xelva) · Vegeu més fotos d'aquest monument · Carregueu una nova foto d'aquest monument             |
| Església parroquial de la Immaculada Concepció                            | BRL    |                                       | Xelva                                  |                                                        | 46.10.106-028 | Carregueu una nova foto d'aquest monument                                                                                                  |
| Església parroquial de Sant Antoni de Pàdua                               | BRL    |                                       | Xelva                                  |                                                        | 46.10.106-029 | Carregueu una nova foto d'aquest monument                                                                                                  |
| Antic Ajuntament o Consell de la Vila                                     | BRL    | S.XVI                                 | Xelva Pl. del Raval, 17                | 39° 44′ 49″ N, 0° 59′ 45″ O / 39.746875°N,0.995833°O   | 46.10.106-033 | Antic Ajuntament (Xelva) · Vegeu més fotos d'aquest monument · Carregueu una nova foto d'aquest monument                                   |
| Font de la plaça de l'Església                                            | BRL    |                                       | Xelva Pl. de l'Església                | 39° 44′ 50″ N, 0° 59′ 51″ O / 39.747303°N,0.997564°O   | 46.10.106-036 | Font de la plaça de l'Església (Xelva) · Modifica el valor a Wikidata · Carregueu una nova foto d'aquest monument                          |
| Capella dels Sants Vicents                                                | BRL    |                                       | Xelva C. de Mossén Marés, 4            |                                                        | 46.10.106-037 | Carregueu una nova foto d'aquest monument                                                                                                  |
| Els Soportals                                                             | BRL    |                                       | Xelva Centre històric                  |                                                        | 46.10.106-038 | Carregueu una nova foto d'aquest monument                                                                                                  |
| Font de la plaça del Raval                                                | BRL    |                                       | Xelva Pl. del Raval                    | 39° 44′ 49″ N, 0° 59′ 43″ O / 39.74681°N,0.99525°O     | 46.10.106-039 | Font de la plaça del Raval (Xelva) · Modifica el valor a Wikidata · Carregueu una nova foto d'aquest monument                              |
| Safareig de l'Embaraniz                                                   | BRL    |                                       | Xelva Horta de l'Herbail               | 39° 44′ 45″ N, 0° 59′ 58″ O / 39.745767°N,0.999383°O   | 46.10.106-040 | Safareig de l'Embaraniz (Xelva) · Modifica el valor a Wikidata · Carregueu una nova foto d'aquest monument                                 |
| La Posada                                                                 | BRL    |                                       | Xelva Pl. Major, 30                    | 39° 44′ 49″ N, 0° 59′ 52″ O / 39.746944°N,0.997778°O   | 46.10.106-041 | Carregueu una nova foto d'aquest monument                                                                                                  |
| La Sinagoga                                                               | BRL    |                                       | Xelva C. Cavallers, 35-37              | 39° 44′ 50″ N, 0° 59′ 47″ O / 39.747222°N,0.996389°O   | 46.10.106-042 | Carregueu una nova foto d'aquest monument                                                                                                  |
| Safareig del Querefil                                                     | BRL    |                                       | Xelva Junto al safareig de l'Embaraniz | 39° 44′ 45″ N, 0° 59′ 53″ O / 39.745739°N,0.998181°O   | 46.10.106-043 | Safareig del Querefil (Xelva) · Modifica el valor a Wikidata · Carregueu una nova foto d'aquest monument                                   |
| Safareig del carrer Pereira                                               | BRL    |                                       | Xelva C. Pereira                       | 39° 44′ 48″ N, 0° 59′ 48″ O / 39.7467°N,0.9967°O       | 46.10.106-044 | Safareig del carrer Pereira (Xelva) · Modifica el valor a Wikidata · Carregueu una nova foto d'aquest monument                             |
| Safareig del carrer Font del Raval                                        | BRL    |                                       | Xelva C. Font del Raval                | 39° 44′ 44″ N, 0° 59′ 37″ O / 39.745556°N,0.993722°O   | 46.10.106-045 | Safareig del carrer Font del Raval (Xelva) · Modifica el valor a Wikidata · Carregueu una nova foto d'aquest monument                      |
| Safareig del Raval                                                        | BRL    |                                       | Xelva Contigu al c. Font del Raval     | 39° 44′ 46″ N, 0° 59′ 36″ O / 39.746067°N,0.993433°O   | 46.10.106-046 | Safareig del Raval (Xelva) · Modifica el valor a Wikidata · Carregueu una nova foto d'aquest monument                                      |
| Safareig del carrer Costa Clara                                           | BRL    |                                       | Xelva C. Costa Clara                   | 39° 44′ 49″ N, 0° 59′ 36″ O / 39.746956°N,0.993314°O   | 46.10.106-047 | Safareig del carrer Costa Clara (Xelva) · Modifica el valor a Wikidata · Carregueu una nova foto d'aquest monument                         |

## Xestalgar
| Monument                                            | Prot.? | Estil/època                                  | Localització                  | Coordenades                                          | Codi?         | Imatge |
| --------------------------------------------------- | ------ | -------------------------------------------- | ----------------------------- | ---------------------------------------------------- | ------------- | --- |
| Castell de Xestalgar                                | BIC    | Arquitectura Islàmica, arquitectura medieval | Xestalgar Turó sobre el poble | 39° 36′ 21″ N, 0° 50′ 01″ O / 39.605972°N,0.833693°O | RI-51-0010686 | Castell de Xestalgar · Vegeu més fotos d'aquest monument · Carregueu una nova foto d'aquest monument                                      |
| Ermita dels Sants de la Pedra, o Sants Abdó i Senén | BRL    |                                              | Xestalgar                     | 39° 36′ 25″ N, 0° 49′ 37″ O / 39.60685°N,0.827°O     | 46.10.133-002 | Carregueu una nova foto d'aquest monument                                                                                                 |
| Església parroquial de la Puríssima Concepció       | BRL    | S.XVIII                                      | Xestalgar Pl. de l'Església   | 39° 36′ 16″ N, 0° 50′ 04″ O / 39.604496°N,0.834442°O | 46.10.133-001 | Església parroquial de la Puríssima Concepció (Xestalgar) · Vegeu més fotos d'aquest monument · Carregueu una nova foto d'aquest monument |

## Xulilla
| Monument                                          | Prot.? | Estil/època           | Localització                | Coordenades                                          | Codi?         | Imatge |
| ------------------------------------------------- | ------ | --------------------- | --------------------------- | ---------------------------------------------------- | ------------- | --- |
| Castell                                           | BIC    | Arquitectura medieval | Xulilla Turó dalt del poble | 39° 39′ 20″ N, 0° 53′ 37″ O / 39.655531°N,0.893517°O | RI-51-0010634 | Castell (Xulilla) · Vegeu més fotos d'aquest monument · Carregueu una nova foto d'aquest monument                                           |
| Ermita de la Verge de l'Estrella                  | BRL    |                       | Xulilla                     |                                                      | 46.10.112-005 | Carregueu una nova foto d'aquest monument                                                                                                   |
| Ermita de Sant Josep                              | BRL    |                       | Xulilla                     | 39° 39′ 19″ N, 0° 53′ 29″ O / 39.655181°N,0.891333°O | 46.10.112-006 | Carregueu una nova foto d'aquest monument                                                                                                   |
| Ermita de Santa Bàrbara                           | BRL    |                       | Xulilla                     | 39° 38′ 47″ N, 0° 53′ 03″ O / 39.646525°N,0.884292°O | 46.10.112-007 | Ermita de Santa Bàrbara (Xulilla) · Vegeu més fotos d'aquest monument · Carregueu una nova foto d'aquest monument                           |
| Església parroquial de la Mare de Déu dels Àngels | BRL    | S.Xv; S.XVIII         | Xulilla Al peu del castell  | 39° 39′ 21″ N, 0° 53′ 36″ O / 39.655736°N,0.893218°O | 46.10.112-003 | Església parroquial de la Mare de Déu dels Àngels (Xulilla) · Vegeu més fotos d'aquest monument · Carregueu una nova foto d'aquest monument |